# Guyana vid världsmästerskapen i friidrott 2022
Guyana tävlade vid världsmästerskapen i friidrott 2022 i Eugene i USA mellan den 15 och 24 juli 2022. Guyana hade en trupp på tre idrottare.

## Resultat

### Herrar
Gång- och löpgrenar
| Idrottare         | Gren      | Inledande omgång | Inledande omgång | Försöksheat | Försöksheat | Semifinal        | Semifinal        | Final            | Final            |
| Idrottare         | Gren      | Resultat         | Placering        | Resultat    | Placering   | Resultat         | Placering        | Resultat         | Placering        |
| ----------------- | --------- | ---------------- | ---------------- | ----------- | ----------- | ---------------- | ---------------- | ---------------- | ---------------- |
| Emanuel Archibald | 100 meter | 10,31            | 1 0Q0            | 10,24       | 39          | Gick inte vidare | Gick inte vidare | Gick inte vidare | Gick inte vidare |

### Damer
Gång- och löpgrenar
| Idrottare      | Gren      | Försöksheat | Försöksheat | Semifinal        | Semifinal        | Final            | Final            |
| Idrottare      | Gren      | Resultat    | Placering   | Resultat         | Placering        | Resultat         | Placering        |
| -------------- | --------- | ----------- | ----------- | ---------------- | ---------------- | ---------------- | ---------------- |
| Jasmine Abrams | 100 meter | 11,55       | 40          | Gick inte vidare | Gick inte vidare | Gick inte vidare | Gick inte vidare |
| Aliyah Abrams  | 400 meter | 51,98       | 21 0Q0      | 51,79            | 18               | Gick inte vidare | Gick inte vidare |